# دانشکده پزشکی

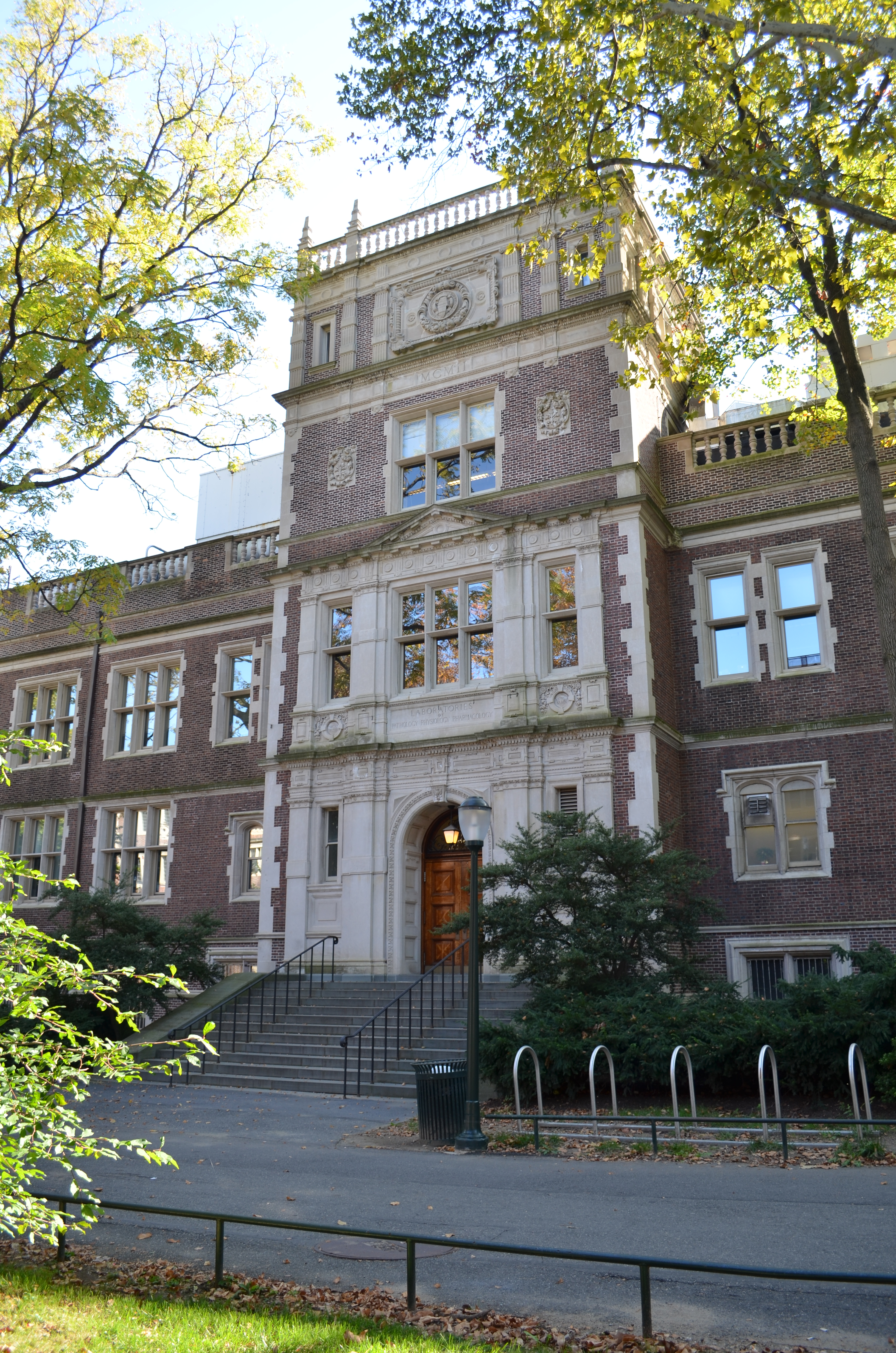
دانشکده پزشکی پرلمان دانشگاه پنسیلوانیا که در سال ۱۷۶۵ تأسیس شده است

دانشکده پزشکی در سامانه آموزشی مدرن نهادی است که مأموریت اصلی آن تربیت پزشک و ارائه خدمات آموزشی و درمانی می‌باشد. برنامه آموزشی اصلی که در دانشکده‌های پزشکی ارائه می‌شود شامل دوره پزشکی عمومی و همچنین دوره‌های دستیاری در رشته‌های تخصصی پزشکی است. ساختار اصلی دانشکده پزشکی شامل محلی برای ارائه آموزش‌های پایه‌ای و بیمارستان است. دانشجویان پزشکی قسمت اصلی آموزش‌های خود را در بیمارستان‌های آموزشی می‌گذرانند. دوره آموزشی پزشکی عمومی در کشورها و مناطق مختلف دنیا متفاوت است. در آمریکا دانشجویان پزشکی بعد از گذراندن دوره‌های کارشناسی در رشته‌های مرتبط با پزشکی اجازه ورود به دوره پزشکی را پیدا می‌کنند ولی در بسیاری از کشورهای دیگر از جمله آلمان و ایران دانشجویان پزشکی بعد از پایان تحصیلات متوسطه با گذراندن آزمون‌هایی وارد دانشکده پزشکی می‌شوند. در ایران آزمون کنکور تجربی ملاک گزینش دانش آموزان و ورود به دانشکده پزشکی می‌باشد.

## تاریخچه

### تاریخچه دانشکده‌هایپزشکی در ایران
شاید اولین دانشکده پزشکی را بتوان «مدرسه طب» دانست که در سال ۱۲۹۷، از دارالفنون جدا شد و به ساختمانی در خیابان شیخ هادی منتقل گردید و  لقمان الدوله ادهم به ریاست آن برگزیده شد و از همین دوره، به‌خصوص از سال ۱۳۰۷، آموزش طب (در مدرسه طب) نظم و قوام بیشتری پیدا کرد. با تأسیس دانشگاه تهران در سال ۱۳۱۳ نام مدرسه به دانشکده تغییر پیدا کرد. در ابتدا رشته‌های داروسازی و دندانپزشکی هم در دانشکده پزشکی ارائه می‌شد که بعدها هر کدام به دانشکده‌ای مستقل ارتقا یافتند.
دانشکده پزشکی دانشگاه ملی (دانشکده پزشکی دانشگاه علوم پزشکی شهید بهشتی در حال حاضر) در مهرماه ۱۳۴۰ با ریاست سید جواد هدایتی شروع به کار کرد.

## ساختار
ساختار مدیریتی دانشکده‌های پزشکی معمولاً از رئیس دانشکده و معاونین آموزشی و پژوهشی و پشتیبانی و همچنین گروه‌های آموزشی تشکیل می‌شود.

## گروه‌های آموزشی

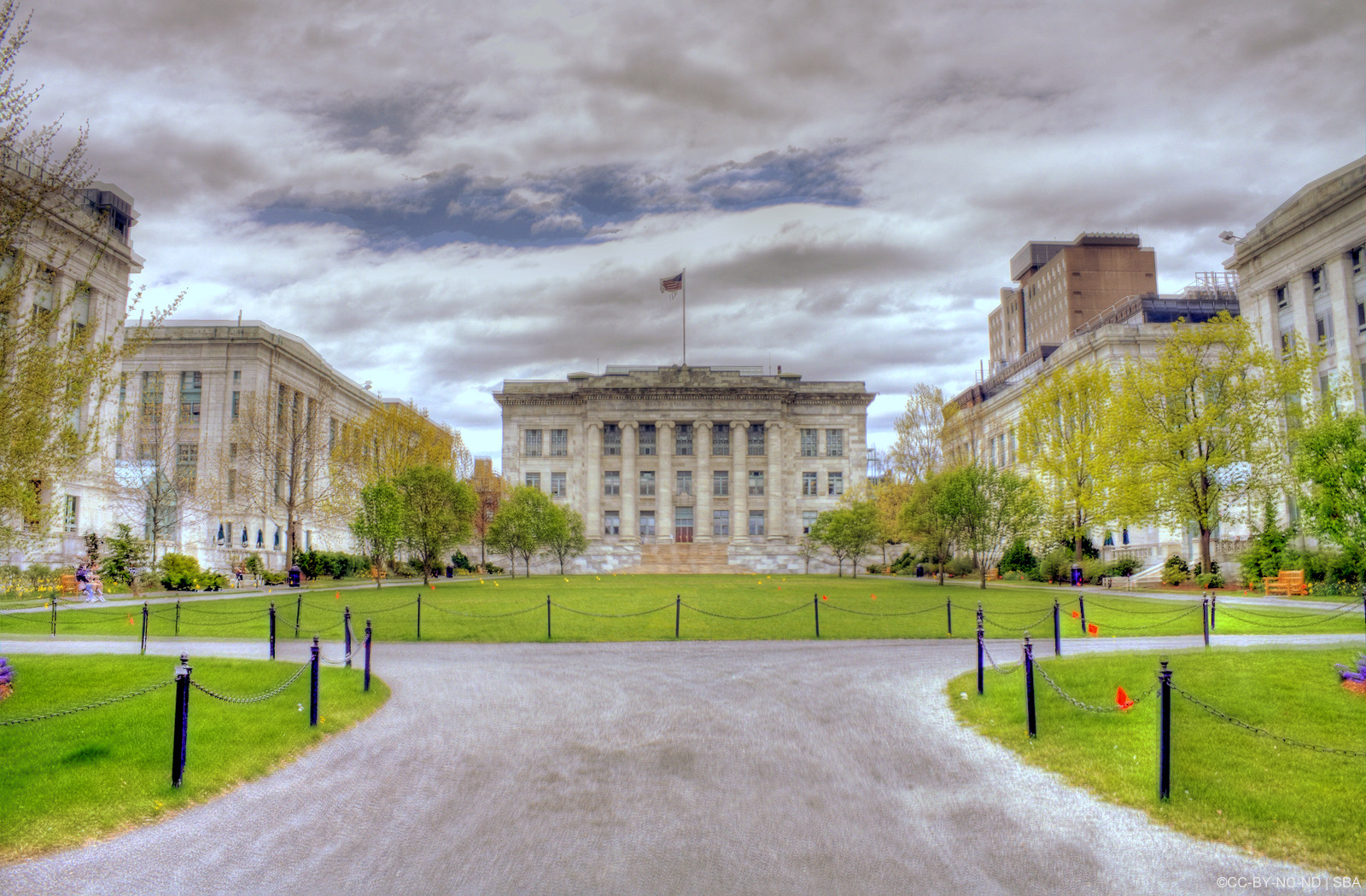
ساختمان اصلی دانشکده پزشکی هاروارد

معمولاً گروه‌های آموزشی در دانشکده‌های پزشکی را به دو دسته علوم پایه و بالینی تقسیم می‌کنند. گروه‌های اصلی علوم پایه شامل تشریح، بیوشیمی، بیوفیزیک، فیزیولوژی، میکروبیولوژی، انگل‌شناسی است. معمولاً گروه‌های علوم پایه در ساختمانی جدا از بیمارستان آموزشی که شامل کلاس‌های درس و آزمایشگاه‌ها است استقرار می‌یابند. گروه‌های آموزشی بالینی معمولاً در بیمارستان آموزشی استقرار می‌یابند. از مهم‌ترین گروه‌های آموزشی بالینی می‌توان به گروه بیماری‌های داخلی، گروه علوم اعصاب، جراحی، بیهوشی، ارتوپدی، کودکان و زنان نام برد.

## بیمارستان آموزشی
از مهم‌ترین قسمت‌های دانشکده پزشکی بیمارستان است که بخش اصلی و مهم دانشجویان پزشکی و سایر رشته‌های علوم پزشکی در آن انجام می‌گیرد.

## رشته‌ها
علاوه بر رشته پزشکی عمومی و تخصص‌های پزشکی معمولاً هریک از گروه‌های علوم پایه هم بر اساس امکانات و ظرفیت‌ها به پذیرش دانشجو در سطوح کارشناسی، ارشد و دکتری اقدام می‌کنند. این رشته‌ها شامل فیزیولوژی، بیوشیمی، علوم تشریح، انگل‌شناسی...

## شهریه
رشته پزشکی از رشته‌های پرهزینه محسوب می‌شود و معمولاً در بین گرانترین رشته‌های تحصیلی دسته‌بندی می‌شود. معمولاً در همهٔ کشورها برای تربیت پزشکان و کادر سلامت و جهت شناسایی و تربیت نیروهای بااستعداد در جامعه، تعداد قابل توجهی از دانشکده‌های پزشکی به صورت دولتی و بدون پرداخت هزینه توسط دانشجویان اداره می‌شود. در اینصورت دانشجویان متعهد می‌شوند که مدتی بعد از فراغت از تحصیل را که معمولاً بین ۱ تا دو سال است به ارائه خدمات دولتی بپردازند.